# Rodney Billups
Rodney Dee Billups (Denver, 14 gennaio 1983) è un allenatore di pallacanestro, dirigente sportivo ed ex cestista statunitense.

## Biografia
È il fratello minore di Chauncey Billups, ex giocatore professionista in NBA.